# 东孚街道
东孚街道是中国福建省厦门市海沧区下辖的一个街道。

## 行政区划
东孚街道共辖12个行政村，分别是：
东埔村、山边村、寨后村、过坂村、东瑶村、鼎美村、后柯村、芸尾村、凤山村、贞岱村、莲花村、洪塘村。
1. ↑  . 中国·国家地名信息库.